# 種子島久芳
種子島 久芳（たねがしま ひさよし、享保19年4月2日（1734年5月4日） - 寛政12年4月9日（1800年5月2日）は、江戸時代中期の薩摩藩士、種子島氏第21代当主。
通称は八郎次、蔵人、左内。初名は包時。号は自遊。

## 略歴
享保19年（1734年）4月2日生まれ。延享2年（1745年）1月16日、父種子島久達の死去により家督相続する。3月鹿児島城において、重富島津家島津周防忠紀の加冠で元服する。4月「久」の字を賜る。寛延元年（1748年）、若年のため、姉婿の島津左衛門久甫が家政を代行する。寛延2年（1749年）、定火消となる。宝暦2年（1752年）、番頭となる。
宝暦4年（1755年）、新納久門の娘於千と結婚する。宝暦9年（1759年）、隠居していた島津継豊の使いで江戸に出府し、江戸藩邸で藩主島津重豪に拝謁する。江戸城に登城し、将軍徳川家重に拝謁する。宝暦10年（1760年）、嫡男鶴袈裟（久照）が誕生する（母は新納久門の娘於千）。宝暦11年（1761年）、鹿児島に幕府の巡見使が訪れた際に宿舎の防火責任者となる。宝暦12年（1762年）、藩主重豪の使者として江戸に出府する。同年、「甘藷伝」を著す。明和4年（1767年）、大乗院火消奉行。同年、病気療養のため職を辞す。明和6年（1769年）、嫡男の鶴袈裟が元服し、庸時（久照）と名を改める。安永2年（1773年）南林寺火消奉行。安永3年（1774年）興国寺火消奉行。安永4年（1775年）浄光明寺火消奉行。安永5年（1776年）興国寺火消奉行。安永7年（1778年）聖堂、神農堂火消奉行。天明2年（1782年）興国寺火消奉行。天明5年（1783年）福昌寺火消奉行。天明6年（1786年）多病のため隠居を願う。天明7年（1787年）隠居して庸時（久照）に家督を譲る。寛政12年（1800年）4月9日死去。享年67。大歓院殿日喜大居士。

## 系譜
- 父：種子島久達
- 母：川嶋氏
- 正室：於千 - 新納久門の娘
  - 嫡男：種子島久照
  - 男子：種子島時美 - 鎌田衛守の養子、後に実家に戻る
  - 男子：種子島時則
  - 女子：万佐 - 島津助之丞の室、後に仁礼仲右衛門の室
  - 女子：穂野 - 新納五郎太夫の室、後に西純以の室
  - 女子：藤 - 種子島太郎右衛門の室